# Konstancja Jaworowska

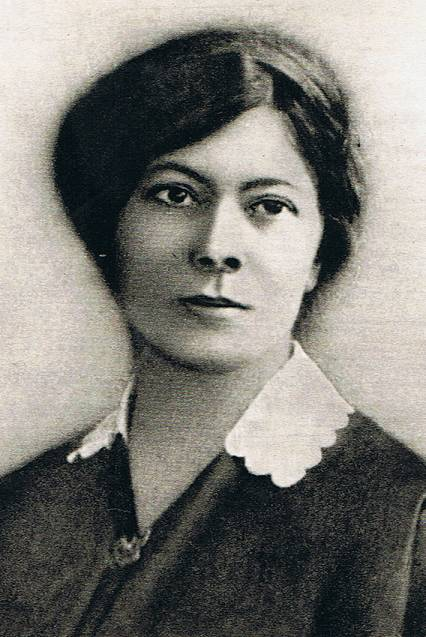
Konstancja Jaworowska „Jadwiga” ok. 1915 r.

Konstancja Jaworowska z domu Klempińska ps. „Jadwiga” (ur. 11 marca 1881 w Domanicach, zm. 2 sierpnia 1959 w Warszawie) – działaczka socjalistyczna i niepodległościowa.

## Życiorys
Urodziła się w rodzinie szlacheckiej. W 1908 przyjechała do Warszawy i podjęła naukę na pensji. Należała do kółka samokształceniowego zbliżonego do ruchu narodowego. Tam rozpoczęła również działalność oświatową wśród robotnic fabrycznych i pracowała w bibliotece i czytelni bezpłatnych Warszawskiego Towarzystwa Dobroczynności.
Od 1901 w PPS w Siedlcach, gdzie rozpoczęła działalność jako łączniczka „okręgowca” Bolesława Bergera. Urządziła u siebie skład nielegalnej literatury i gromadziła sprzęt do uruchomienia drukarni. Zdekonspirowana w lipcu 1902 musiała opuścić Siedlce. Kontynuowała działalność w Warszawie jako agitatorka dzielnicy PPS „Jerozolima”.
Od grudnia 1902 skierowana do organizacji białostockiej, skąd zagrożona aresztowaniem, wiosną 1903 wróciła do Warszawy i objęła jako „nielegalna” dzielnicę PPS „Jerozolima”. Po aresztowaniu Marii Gertrudy Paszkowskiej Gintry, przejęła kierownictwo składu wydawnictw Centralnego Komitetu Robotniczego Polskiej Partii Socjalistycznej oraz rozdziału i kolportażu wydawnictw. W grudniu 1903 musiała przerwać działalność z powodu choroby i udała się do Zakopanego.
Po powrocie do Warszawy w sierpniu 1905 skierowana została do Żyrardowa, a następnie powierzono jej prowadzenie biura Wydziału Bojowego i biuro paszportowe Organizacji Bojowej PPS. Brała udział w konferencjach Wydziału Bojowego. Aresztowana w listopadzie 1906 została skazana w trybie administracyjnym na zesłanie do Archangielska, ale wyniku starań adwokata Stanisława Patka uzyskała zgodę na wyjazd za granicę. Zwolniona w grudniu 1906 wyjechała do Krakowa. Powróciła jednak niebawem nielegalnie do Warszawy jako członek PPS Frakcji Rewolucyjnej. Jako jedna z sześciu przedstawicieli OB PPS wzięła udział w X Zjeździe PPS (I Zjeździe PPS Frakcji Rewolucyjnej w marcu 1907 w Wiedniu). Wkrótce potem odsunęła się na jakiś czas z pracy partyjnej.
W wyniku rozmów z Józefem Piłsudskim i Witoldem Jodko-Narkiewiczem rozpoczęła w styczniu 1912 na terenie Królestwa jednoosobowo organizację związanego z PPS „Związku Chłopskiego” (w związku tym działał również Norbert Barlicki). Z ramienia Związku uczestniczyła w Związku Walki Czynnej oraz Komisji Tymczasowej Skonfederowanych Stronnictw Niepodległościowych.
Po wybuchu I wojny światowej organizowała raporty wywiadowcze dla I Brygady Legionów. Następnie udała się do Warszawy, gdzie weszła wraz z Arturem Śliwińskim oraz Bolesławem Czarkowskim do nowo utworzonego Tymczasowego Komitetu Robotniczego PPS na terenie Królestwa wraz z komitetem po austriackiej stronie frontu (Feliks Perl, Tomasz Arciszewski, Marian Malinowski) stanowili nowe kierownictwo Polskiej Partii Socjalistycznej. Działaczka Zjednoczenia Organizacji Niepodległościowych. Nadal uczestniczyła w Związku Chłopskim oraz Polskiej Organizacji Wojskowej. W 1915 z ramienia Związku Chłopskiego brała udział w rozmach połączeniowych, które doprowadziły do powstania PSL „Wyzwolenie”.
W listopadzie 1916 została aresztowana przez Niemców i więziona w Kaliszu i na Pawiaku. Potem osadzona w obozie jenieckim w Szczypiornie i Lauban. Zwolniona w 1916 powróciła do pracy partyjnej w Warszawie.
Po odzyskaniu Niepodległości, od grudnia 1918 do 1928 członek Warszawskiego Komitetu Okręgowego PPS i przewodnicząca warszawskiego oddziału Towarzystwa Uniwersytetu Robotniczego. Z ramienia PPS w okresie 1919–1927 zasiadała w radzie miejskiej Warszawy.
Od 1928 członek władz centralnych PPS dawna Frakcja Rewolucyjna. Od 1930 przewodnicząca Zarządu Głównego „Stowarzyszenia Oświaty Robotniczej” oraz od 1937 „Stowarzyszenia b. Więźniów Politycznych d. Frakcji Rewolucyjnej”. W czasie wojny w Warszawie. W czasie Powstania zginęła jej jedyna córka.
Po wojnie pracowała od lutego 1946 jako rejestratorka w oddziale Ubezpieczalni Społecznej. Od grudnia 1945 członek koncesjonowanej PPS. Po połączeniu PPS z PPR od 16 grudnia 1948 członek PZPR. W lipcu 1952 skreślona z listy członków na własną prośbę, motywowaną wiekiem i chorobą. Zmarła w 1959 w Warszawie. Została pochowana w alei głównej na Cmentarzu Komunalnym na Powązkach (kwatera A22-tuje-4).

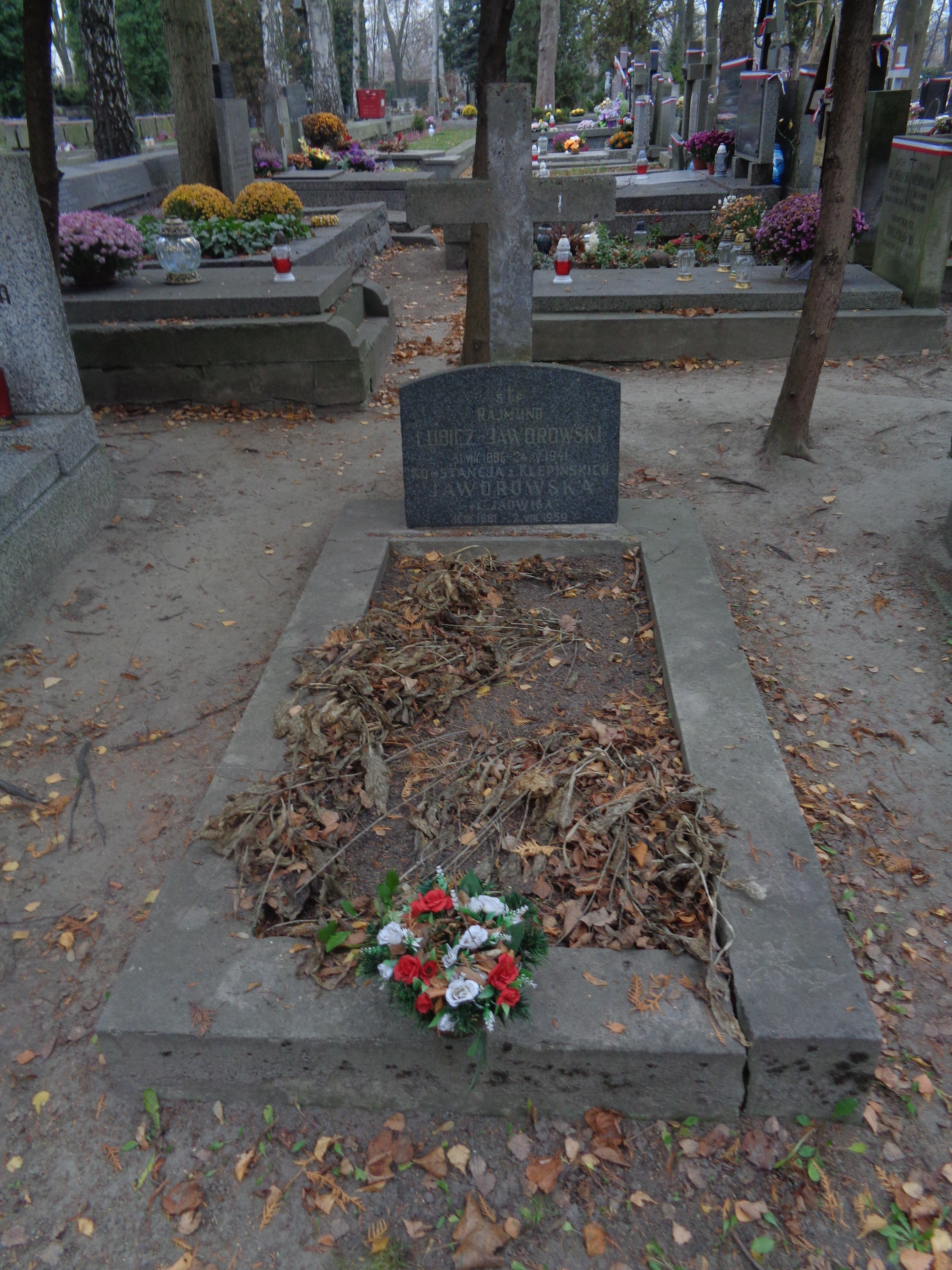
Grób Rajmunda i Konstancji Jaworowskich na Cmentarzu Wojskowym na Powązkach

Odznaczona Krzyżem Niepodległości z Mieczami.
W okresie 1902–1909 była żoną Bolesława Bergera. Następnie w 1915 wyszła za Rajmunda Jaworowskiego. Córką Konstancji była Janina, która wyszła za mąż za Jerzego Staszewskiego (ppor. „Oksza”) – oboje zginęli w ostatni dzień Powstania Warszawskiego (spoczywają na Powązkach).